# つくはら湖
つくはら湖（つくはらこ）は、兵庫県三木市志染町三津田と神戸市北区山田町衝原（つくはら）にかかる湖で志染川（別名：山田川）を堰き止めて造られた呑吐（どんと）ダムの貯水池である。湖水面積、1.05km2。

## 沿革

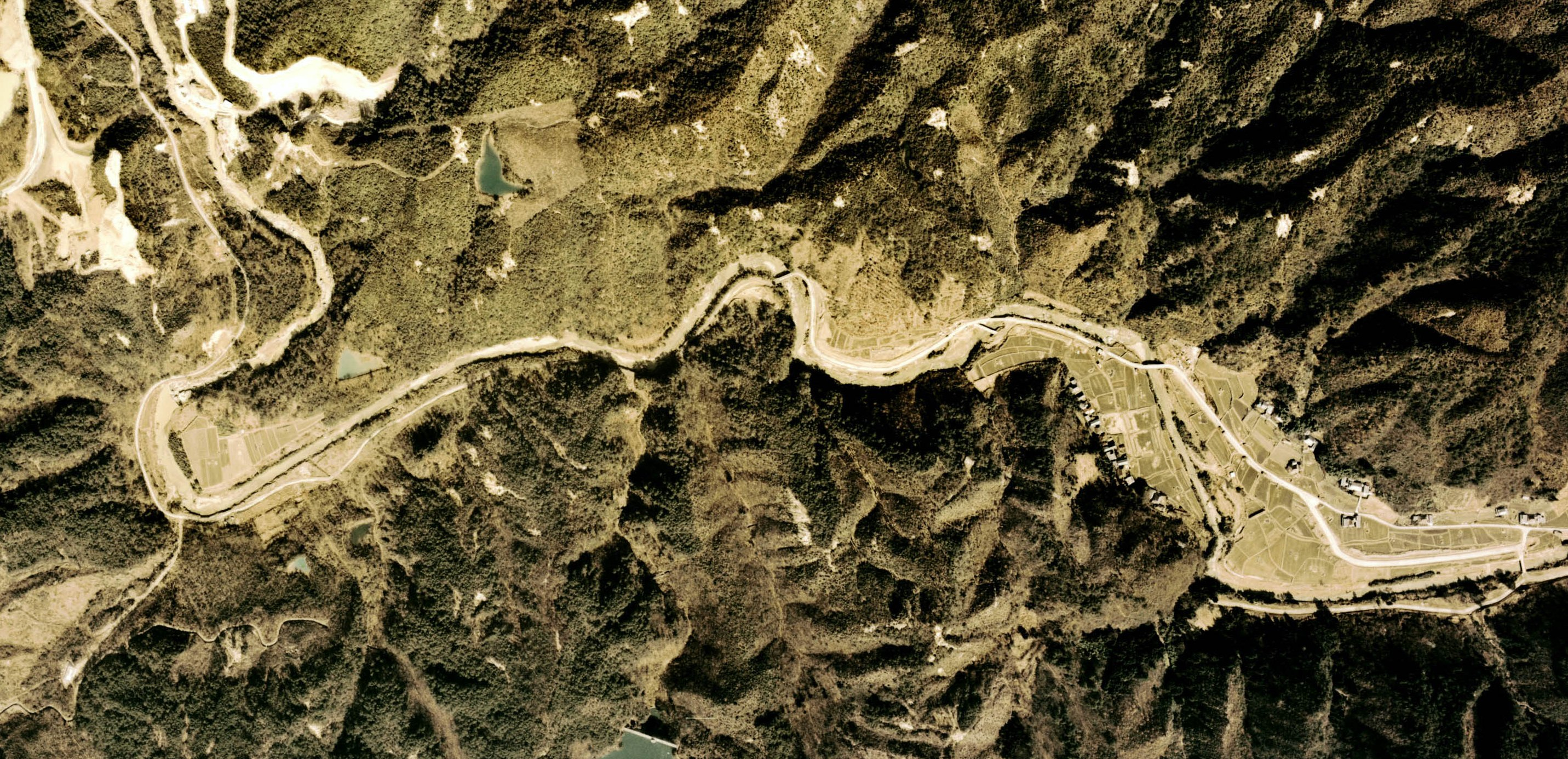
呑吐ダム完成前の山田町衝原（1974年度撮影）

兵庫県南部は瀬戸内海に近い事もあり、温暖少雨の気候であった。この為古くから水不足に悩まされており、安定した水供給は流域最大の課題であった。明治時代以降、淡河川疏水等流域への灌漑事業は間断なく行われていたが根本的な解決には必ずしも至らなかった。
農林省（現農林水産省近畿農政局）は1947年（昭和22年）より「国営農業水利事業」を策定し総合的な農業用水整備を全国で実施、極度に低下した食糧生産を回復させようとした。根幹となるのが河川を水系一貫で総合的に開発する事であり、「灌漑目的の河川総合開発事業」とも言えた。その第1号として大井川・九頭竜川・野洲川そして加古川水系が選ばれ、「国営加古川水系広域農業水利事業」が展開された。その一環として有力支川の東条川右支・鴨川に鴨川ダム（東条湖）を建設。更に東条川本川に大川瀬ダムと志染川に呑吐ダムを建設する計画を立てた。
呑吐ダムは1968年（昭和43年）に実施計画調査が開始されたが、ダム建設に際しては地元の反対運動が根強く着工までには紆余曲折があった。1975年（昭和50年）7月には水源地域対策特別措置法の対象ダムとなり補償に関し国庫補助が受けられるようになり交渉は妥結。1989年（平成元年）に竣工した。ダムの型式は重力式コンクリートダム、高さは71.5m。明石市、播磨町、稲美町や流域自治体に灌漑・上水道を供給する事を目的とする。
ダムの名前の由来は、かつてこの土地にあった大小の滝が川の流れを呑み込んで吐くように見え「呑吐の滝」と呼ばれていたことによる。因みにダム地点から上流部の志染川は、別名山田川と呼ばれる。

## 湖畔に佇む日本最古の民家
湖中央部にはつくはら橋と衝原大橋が架けられており、それぞれ山陽自動車道と神出山田自転車道が通っている。つくはら橋は1998年の完成当時は世界最大のエクストラドーズド橋であった。また、水没した集落には日本最古の民家とされる重要文化財指定の箱木千年家があり、ダム建設の際には約70m離れた現在の位置に移築された。